# Белебёлковский район
Белебёлковский район — административно-территориальная единица в составе Ленинградской и Новгородской областей РСФСР с центром в селе Белебёлка, существовавшая в 1927—1931 и 1941—1961 годах.
Белебёлковский район в составе Новгородского округа Ленинградской области был образован в августе 1927 года из 8 сельсоветов Белебёлковской волости, 2 сельсоветов Поддорской волости, части Астриловской волости и 1 сельсовета Славитинской волости (все волости входили в Старорусский уезд Новгородской губернии).
Всего было образовано 11 сельсоветов: Белебёлковский, Большеясновский, Великосельский, Запольский, Козловский, Переездовский, Переходский, Прудский, Скопинский, Трофимовский, Черновский.
В ноябре 1928 года Большеясновский с/с был переименован в Лосский, Трофимовский — в Ямновский, Черновский — в Зелемский. Одновременно был образован Заозерский с/с и упразднены Запольский, Козловский и Скопинский с/с. В декабре того же года к Белебёлковскому району был присоединён Кривецкий (ранее — Новинский) с/с Старорусского района.
20 сентября 1931 года Белебёлковский район был в полном составе присоединён к Поддорскому району.
11 марта 1941 года Белебёлковский район был восстановлен. В него вошли Белебёлковский, Великосельский, Заозерский, Зелемский, Кривецкий, Лосский, Переездовский, Переходский, Прудский, Ямновский с/с Поддорского района и Полистовский и Шушеловский с/с Дедовичского района.
5 июля 1944 года из Ленинградской области была выделена Новгородская, и Белебёлковский район вошёл в её состав.
В феврале 1960 года Великосельский и Шушеловский с/с были упразднены.
22 июля 1961 года Белебёлковский район снова был в полном составе присоединён к Поддорскому району.